# Solenopsis laurentia
Solenopsis laurentia är en klockväxtart som först beskrevs av Carl von Linné, och fick sitt nu gällande namn av Karel Presl. Solenopsis laurentia ingår i släktet Solenopsis och familjen klockväxter. Inga underarter finns listade i Catalogue of Life.